# تل قرطل
تل قرطل قرية في محافظة حماة في سورية. تقع جنوب مدينة حماة.